# Kungoni Centre of Culture and Art
Das Kungoni Centre of Culture and Art, kurz Kungoni Centre, ist eine Non-Profit-Organisation in Zentral-Malawi. Es liegt im Dedza-Distrikt beim Dorf Mua und ist ungefähr 60 km von Salima entfernt. Das Kungoni Centre wurde von dem Missionar Pater Boucher Chisale gegründet, um den einheimischen Schnitzern eine Lebensgrundlage zu geben und um sie besser auszubilden. Mittlerweile hat sich die kungonische Schnitzkunst erheblich weiterentwickelt und einen weltweit ausgezeichneten Ruf erworben. Neben der Schnitzerei gibt es im Kungoni Centre auch einen Kulturbereich, der das Chamare-Museum, das Research Centre, malawische Stammestänze und Kulturkurse umfasst. Das Zentrum bietet Arbeitsplätze für über 120 Schnitzer und versucht in dem neuen Projekt Kumbewu auch für Frauen neue sozio-ökonomische Entwicklungen in Gang zu setzen.

## Geschichte
Die Mua-Mission wurde von den Weißen Vätern 1902 gegründet, womit sie die älteste in ganz Malawi ist. Im selben Jahr bauten sie auch das erste Anwesen der Mission und 1903 begannen sie mit dem Bau des großen Missionsgebäudes, das heute noch steht. 1905 wurde die erste Kirche fertiggestellt und an Weihnachten eingeweiht. Die Kirche, die heutzutage zu sehen ist, entstand 1971 an der Stelle ihres Vorgängerbaus. Das Kungoni Centre wurde 1976 von Pater Claude Boucher Chisale gegründet, der vorher schon mit Künstlern in Nsipe zusammengearbeitet hatte. Ursprünglich ging es darum, die lokalen Schnitzer zu unterstützen, doch es entwickelte sich mehr und mehr auch zu einem Kulturzentrum, zu dem Claude Boucher mit seiner 40-jährigen Erfahrung in Malawi viel Interessantes beisteuerte.

## Schnitzkunst

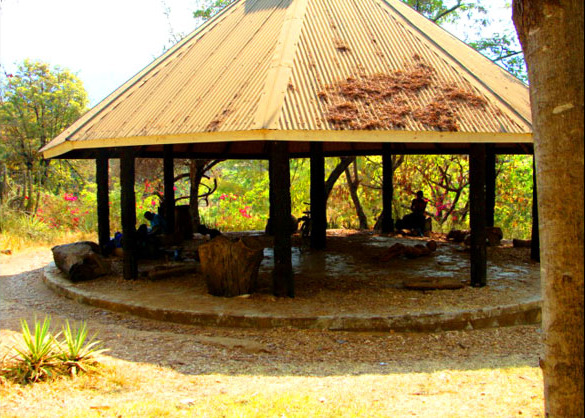
Carving Center

Mit der Schnitzerei und dem „Carving Center“ hat Kungoni ursprünglich begonnen. Pater Boucher baute ein Schnitzzentrum, in dem er den einheimischen Schnitzern neue Techniken zeigte und in dem nun die ausgebildeten Schnitzer die nächste Generation unterrichten. Die Kunst wird an Touristen oder Geschäfte überall im Land verkauft, wobei darauf geachtet wird, dass die Einheimischen einen fairen Preis erzielen, mit dem sie ihre Familien unterstützen können. Um den Kunsthandwerkern und ihren Familien zu zeigen, dass man ihre Arbeit schätzt und welche Fortschritte sie schon gemacht haben, ließ Pater Boucher eine Kunstgalerie bauen, in der die schönsten Stücke eines jeden ausgestellt sind. Glanzstücke dieser Schnitzkunst kann man sogar in den Vatikanischen Museen und im Buckingham Palace finden. Mit Schnitzkunst aus KunGoni wurde in München die Missio-Kapelle ausgestaltet.

## Kulturelle Angebote

### Museum

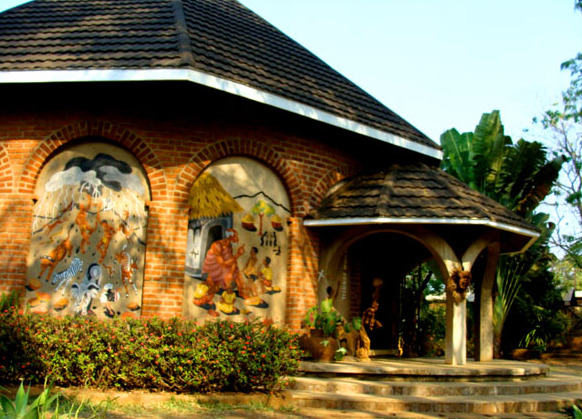
Museum

Das Chamare-Museum ist eins der wenigen Museen in Malawi. Es erfreut sich eines guten Rufs und beschreibt detailliert die Kultur und Lebensweise der drei größten Stämme in Zentral Malawi: der Chewa, Ngoni und Yao. Diese Lebensweisen haben in den Dörfern auch heute noch Bestand, wodurch das Museum nicht nur Vergangenes beschreibt, sondern immer noch aktuell ist. 

### Kulturkurse

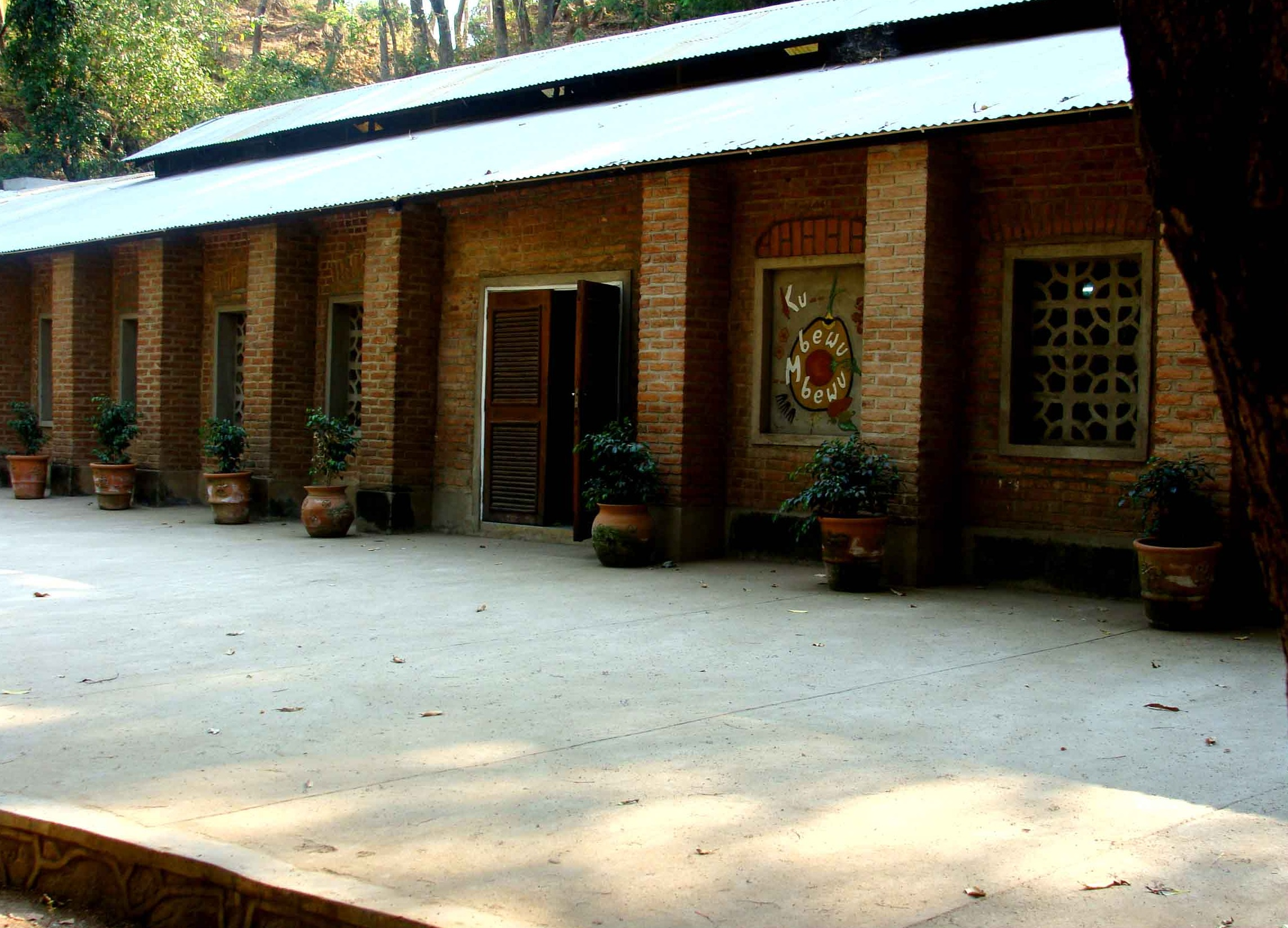
Kumbewu

Zusätzlich zu dem Besuch im Museum kann man auch an einem Kulturkurs teilnehmen. Durch diesen Kurs kann man ein tieferes Verständnis für die Kulturen von Malawi entwickeln. Claude Boucher, der Direktor und Gründer von Kungoni, welcher seit 40 Jahren im Land lebt, beschreibt und erklärt die Kultur und beantwortet Fragen.

### Kafukufuku – das Research Centre
Das Kungoni Centre beinhaltet auch einen eigenen Forschungsbereich, in dem umfangreiche Datensammlungen über die malawischen Kulturen archiviert sind. Es gibt sowohl eine kleine Bibliothek als auch zahlreiche Videoaufnahmen und Bilder. Für Interessierte ist es möglich, auf das Kafukufuku-Material zuzugreifen. 

### Tänze
Etwas, das den meisten Ausländern weitgehend verwehrt bleibt, sind die traditionellen Tänze der Völker in Malawi. Vom Kungoni Centre wurden diese Tänze aufgenommen, archiviert, beschrieben und verarbeitet, und es ist teilweise sogar möglich, ihnen beizuwohnen.

### Kumbewu

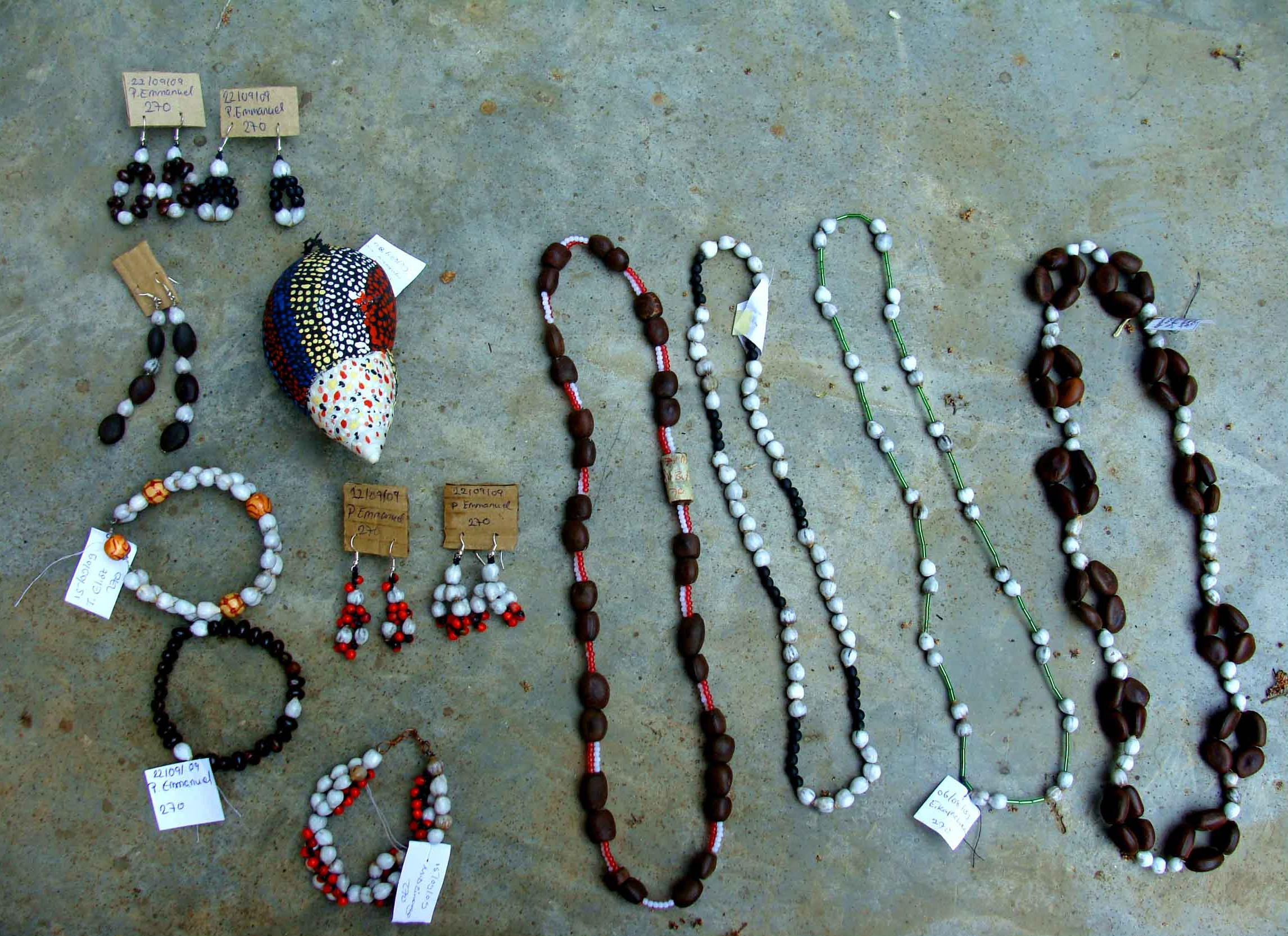
Kumbewu-Schmuck

Kumbewu ist ein Projekt, das die lokalen Frauen unterstützt und ihnen hilft, wirtschaftliche Unabhängigkeit zu erreichen. Sie fertigen Schmuck und nützliche Dekorationen aus natürlichen Materialien, welche dann am Kungoni Centre verkauft werden. Die Einnahmen werden dann zur Unterstützung ihrer Familien verwendet. Außerdem dient das Projekt der Vermittlung von praktischem hauswirtschaftlichen Wissen und der Kommunikation, wie dem Haltbarmachen von Lebensmitteln oder einfachen Englischkenntnissen.

### Herberge
Zusätzlich verfügt das Kungoni Centre auch über eine kleine Herberge für Durchreisende oder Kulturinteressierte.